# Hemiphileurus cylindroides
Hemiphileurus cylindroides är en skalbaggsart som beskrevs av Bates 1888. Hemiphileurus cylindroides ingår i släktet Hemiphileurus och familjen Dynastidae. Inga underarter finns listade i Catalogue of Life.